# Castello
Castello (łac. Castellanus, wł. Castello) – stolica historycznej diecezji w Italii erygowanej w roku 744, a włączonej w 1451 w skład Patriarchatu Wenecji. 
Współcześnie Castello wchodzi w skład Wenecji we Włoszech. Obecnie katolickie biskupstwo tytularne ustanowione w 1969 przez papieża Pawła VI.

## Biskupi tytularni
| Lp. | Biskup               | Funkcja                                       | Od                  | Do               |
| --- | -------------------- | --------------------------------------------- | ------------------- | ---------------- |
| 1   | Angel Pérez Cisneros | koadiutor Méridy (Wenezuela)                  | 18 czerwca 1969     | 30 sierpnia 1972 |
| 2   | Pierluigi Sartorelli | nuncjusz apostolski                           | 7 października 1972 | 28 kwietnia 1996 |
| 3   | Gianni Danzi         | sekretarz Gubernatoratu Państwa Watykańskiego | 2 maja 1996         | 22 lutego 2005   |
| 4   | Charles Balvo        | nuncjusz apostolski                           | 1 kwietnia 2005     |                  |